# Ropica varipennis
Ropica varipennis är en skalbaggsart som beskrevs av Francis Polkinghorne Pascoe 1859. Ropica varipennis ingår i släktet Ropica och familjen långhorningar. Inga underarter finns listade i Catalogue of Life.